# Gintama
Gintama (銀魂, Gintama, litt. « Âme d'argent ») est un shōnen manga écrit et illustré par Hideaki Sorachi. Il est publié par Shūeisha du 8 décembre 2003 au 20 juin 2019 dans l'hebdomadaire Weekly Shōnen Jump puis dans le Jump Giga et dans une application dédiée. La série compte un total de 77 tomes. La version française est publiée par Kana de mars 2007 à mars 2023.
En 2005, une OAV de Gintama est réalisée par le studio Sunrise à l'occasion du Jump Festa 2005. Elle est suivie par l'adaptation du manga en série télévisée d'animation composée d'un total de 367 épisodes répartis sur plusieurs saisons, adaptant le manga jusqu'au chapitre 686. Plusieurs autres OAV sont produits par la suite, ainsi que trois films d'animations respectivement sortis en 2010, 2013 et 2021, ce dernier adaptant la fin du manga. La semaine suivant la diffusion de ce dernier film, deux épisodes supplémentaires voient le jour et adaptent les derniers chapitres n'ayant pas pu être adapté dans le film. Des light novels et jeux vidéo voient également le jour. Deux films live, Gintama et Gintama 2, sont sortis respectivement en 2017 et 2018.
Le manga est un succès commercial au Japon, avec un tirage total dépassant les 55 millions d'exemplaires, ce qui classe l'œuvre parmi les séries de mangas les plus vendues.

## Histoire
À l'ère Edo, le Japon est envahi par des extraterrestres appelés Amanto, des créatures de formes diverses, mais toutes plus ou moins humanoïdes. Ceux-ci parviennent à vaincre les samouraï après de longs combats. Dès lors, une futurition radicale tranchant avec le décor classique du Japon se met en place et les Amanto interdisent le port du sabre en public. Malgré tout, il en reste qui préfèrent conserver leur bushido. Dans ce Japon complètement anachronique, subsistent ainsi des personnes qui refusent d'abandonner leur sabre. Parmi eux, Gintoki Sakata, ancien samouraï excentrique qui aide un adolescent nommé Shinpachi Shimura, à sauver sa sœur Tae d'un groupe d'extraterrestres qui veulent la faire rejoindre une maison close. Impressionné par Gintoki, Shinpachi devient son apprenti et travaille avec lui comme homme à tout faire dans le but de payer le loyer de Gintoki.
Plus tard, ils sauvent une adolescente extraterrestre, nommée Kagura, d'un groupe de Yakuzas qui veulent se servir d'elle pour sa force surhumaine. Kagura rejoint alors Gintoki et Shinpachi pour travailler comme homme à tout faire et ils deviennent des « Yorozuya ». Pendant ses missions, ils vont rencontrer les forces de polices, le Shinsengumi, de nombreuses fois, généralement les deux groupes vont s'allier pour arrêter de dangereux criminels. Ils vont également rencontrer trois anciens compagnons d'armes de Gintoki, partenaires durant la guerre d'invasion des Amanto, dont le terroriste Kotarō Katsura avec qui il maintient une relation amicale malgré l'ambition de ce dernier de détruire le bakufu ou encore le contrebandier Tatsuma Sakamoto. À l'inverse, Shinsuke Takasugi agit principalement comme un antagoniste puisqu'il veut détruire le bakufu mais d'une manière plus violente que celle de Katsura.

## Univers
Le monde de Gintama se trouve en quelque sorte être le nôtre dans une réalité alternative au XIXe siècle. Avec l'arrivée des extraterrestres, le monde a radicalement changé en à peine vingt ans. Curieusement, cela donne plus lieu à des anachronismes (apparitions d'internet, de la télé, des véhicules à moteurs thermiques, des drogues chimiques…) qu'à de la science-fiction (bien qu'elle soit tout de même très présente, mais n'intervenant que rarement sur la vie des protagonistes) ; la plupart des personnages, à quelques exceptions près, portent encore des vêtements japonais traditionnels et habitent presque tous dans des Machiya bien qu'ils aient tous l'eau courante et l'électricité.
Le contexte rappelle le Japon du Moyen Âge, la ville dans laquelle se trouve les protagonistes est Edo, l'ancien Tokyo. L'invasion des extra-terrestres est une métaphore de l'arrivée des Européens au Japon. L'anime dénonce la réticence du Japon à s'ouvrir au monde pendant cette période et le parallèle historique est présent tout au long de l'animé avec notamment le Shinsengumi, la condition des Samouraï ou encore le Jouishishi.
La Terre, bien qu'officiellement indépendante est en fait régie en sous-main par des extraterrestres et le gouvernement du Shogun, qui leur est totalement soumis, a mis en place une sorte de milice spéciale chargée de traquer les ennemis du bakufu (et parfois de faire aussi la circulation routière), le Shinsengumi. La population terrienne qui au départ était plutôt farouchement opposée aux Amanto (extra-terrestres), a fini par s'habituer à leur présence et à profiter de la modernité qu'ils leur ont apporté. Il reste néanmoins quelques groupuscules terroristes qui continuent à lutter pour débarrasser la Terre de l'ingérence des Amanto.

## Personnages

### Yorozuya Gin-Chan
Yorozuya Gin-Chan (万事屋銀ちゃん, litt. Agence de freelancers de Mr Gin) est le nom de la société de Gintoki Sakata dont Shinpachi Shimura et Kagura deviendront les employés. Leur métier est celui d'homme à tout faire, ils sont prêts à faire n'importe quel job pour l'argent. Leur agence est située au premier étage d'un immeuble dont Otose est la propriétaire. Gintoki et Kagura vivent également dans cet appartement et Shinpachi semble y loger de temps en temps. Malgré leurs différences, une réelle amitié liera très rapidement ces trois personnages.

#### Gintoki Sakata
- Taille : 177 cm
- Poids : 65 kg
- Date de naissance : 10 octobre
- Age: dans la vingtaine

Gintoki Sakata (坂田銀時, Sakata Gintoki) est le personnage principal de l'histoire. C'est un samouraï. Malgré l'interdiction du port du sabre, il porte, toujours un sabre en bois, qu'il aurait acheté lors d'une excursion au lac Toyako selon ses dires. C'est le patron de l'« Agence des freelancers de M.Gin », avec Kagura et Shinpachi, il accepte tous les services du moment qu'il est payé. Malheureusement pour lui, son travail le mêle à toute sorte de situations périlleuses. 
Son attitude nonchalante, sa tendance à débiter des futilités et à dire des bêtises de manière très sérieuse sont ses caractéristiques les plus visibles. Il porte des cheveux ondulés et permanentés attribués selon lui à un manque d'amour ou à une malédiction. Il porte toujours son yukata à moitié. Il a son permis et conduit régulièrement une Vespa. Il s'agit aussi de l'un des rares personnages de manga à souffrir d'hyper-glycémie, toujours selon ses propres dires. Il adore les parfait au chocolat et boire du lait-fraise. Il est très fan de la présentatrice météo, Ketsuno Ana. Toujours sans le sous, il lui arrive souvent de passer des heures dans des salles de Pachinko. Même s'il travaille très dur, il a toujours deux mois de loyer de retard parce qu'il doit nourrir Kagura et Sadaharu. Gintoki Sakata est un samurai que l'on reconnait de par ses cheveux naturellement frisés. Il accuse souvent sa chevelure "permanentée" d'être la source de ses problèmes. Il est constamment en concurrence avec Hijikata du Shinsengumi. 
Autrefois, il était un partisan actif du mouvement jōi, un mouvement tentant d'expulser les Amanto afin de préserver le Bakufu, mais lorsque l'occasion de rejoindre le mouvement à nouveau, Gintoki refusa, préférant suivre ses convictions personnelles.
Dans la guerre séparatiste d'Edo, Gintoki était connu comme le "Démon Blanc" (Shiroyasha), du fait de la couleur de ses cheveux et de la cape blanche qu'il utilisait dans la dite bataille. Ses talents de bretteur l'ont également rendu célèbre parmi ses compagnons mais ont également semé la peur parmi les Amanto. On sait que son maître ainsi que celui de Katsura et Takasugi s'appelait Shoyo-sensei.
Dans la version japonaise, son seiyū est Tomokazu Sugita.
Note: Son personnage est très vaguement inspiré de Sakata no Kintoki, héros du folklore japonais mieux connu sous le nom de Kintarō''.

#### Shinpachi Shimura
- Taille : 166 cm
- Poids : 55 kg
- Date de naissance : 12 août
- Age : 16 ans

Shinpachi Shimura (志村新八, Shimura Shinpachi) est un jeune homme de seize ans qui s'occupe avec sa sœur du dojo de leur père décédé, déserté depuis l'interdiction de porter un sabre. Il rencontre Gintoki dès le début de l'histoire et est interloqué par son attitude désinvolte, mais sincère. Il le rejoint, après le sauvetage de sa sœur, afin de trouver sa propre voie. À sa grande déception, puisque depuis son association avec Gintoki, les affaires ne sont ni de tout repos, ni prospères et il semble plus aider Gintoki à payer son loyer plus qu'autre chose. 
Il représente l'élément le plus censé du groupe même s'il lui arrive de les suivre dans leurs délires. Il a aussi une passion: Il est le chef de la garde impériale de O-Tsū, un fanclub dédié à une idole montante.
Note: Son personnage est très vaguement inspiré de Shinpachi Nagakura, "Kumichô" (Lieutenant) du Shinsen Gumi.

#### Kagura
- Taille : 155 cm
- Poids : 40 kg
- Date de naissance : 3 novembre
- Age : Environ 14 ans

Kagura (神楽) est une extraterrestre faisant partie de l'espèce des Yato. Malgré son apparence de fillette, elle tient de ses origines une force surhumaine. Armée de sa force, d'un parapluie blindé qui fait aussi office d'arme à feu, ainsi que d'un franc-parler désarçonnant, elle rejoint le groupe de Gintoki afin d'économiser pour rentrer sur sa planète. Elle vénère Otae comme une reine et l'appelle "Boss". Malgré son apparence frêle, elle mange énormément, en particulier du sukonbu, une algue marinée dans le vinaigre et particulièrement aigre qu'elle adore. Elle est souvent en concurrence avec Okita du Shinsengumi.
Note: Son personnage est très vaguement inspiré de la princesse Kaguya.

#### Sadaharu
- Taille : 170 cm
- Poids : 300 kg
- Date de naissance : 25 février

Sadaharu (定春) est un chien gigantesque adoptée par Kagura en qui elle a trouvé un compagnon adapté à sa force (et qui s'avèrera en réalité être un dieu, un inugami).

### Shinsen Gumi
Le Shinsen Gumi (真選組) ou la Gendarmerie Spéciale du Shogunat, est la police spéciale japonaise basée sur son homologue historique le Shinsen Gumi.

#### Katakuriko Matsudaira
Katakuriko Matsudaira (松平 片栗虎, Matsudaira Katakuriko) est le préfet d'Edo responsable du Shinsengumi et des autres corps de police de la ville. Peu scrupuleux et très centré sur sa petite personne. Il n'hésite pas à mettre en jeu la vie de ses hommes pour régler ses affaires personnelles, notamment se débarrasser du petit copain de sa fille, ou protéger ses arrières.
Malgré son apparence de ripoux à la limite du gangster, il a l'air de tenir tout de même à ses hommes.
La plupart de ses conquêtes féminines semblent tous être rémunérées.
Note: Son personnage est inspiré de Katamori Matsudaira, "Kyoto Shugoshoku" c.à.d. Commissaire Militaire de Kyoto.

#### Isao Kondō
- Taille : 184 cm
- Poids : 80 kg
- Date de naissance : 4 septembre
- Age : dans la trentaine

Isao Kondō (近藤 勲, Kondō Isao) est le commandant en chef du Shinsen Gumi. C'est un grand naïf éperdument amoureux de Tae Shimura, qui n'a d'ailleurs de cesse de le refouler en l'humiliant un peu plus à chaque fois. Malgré son constant manque de sérieux, il est très respecté par ses hommes pour sa droiture et son habileté exceptionnelle au combat. Il est souvent comparé à un gorille, de cette façon, la plupart des personnages le surnomment Gorilla.
Note: Son personnage est inspiré de Isami Kondō, "Socho" (Commandant) du vrai Shinsen Gumi.

#### Toshirō Hijikata
- Taille : 177 cm
- Poids : 64 kg
- Date de naissance : 5 mai
- Age : dans la vingtaine

Toshirō Hijikata (土方 十四郎, Hijikata Toshirō) (parfois surnommé Mayora 13 en clin d’œil à Golgo 13) est le vice-commandant du Shinsen Gumi, il est le bras droit de Kondō. C'est un personnage froid, violent, toujours excessif dans ses propos et ses attitudes mais juste. Il se place souvent en concurrence avec Gintoki, qui vient presque toujours, involontairement ou non, semer la pagaille dans ses enquêtes.
Il a deux péchés mignons dont il abuse sans aucune modération, ce sont les cigarettes (il fume clope sur clope) et la mayonnaise (dont il tartine tous ses plats, y compris les desserts).
Sa date de naissance correspond au jour de la Fête des Enfants, le 05/05.
Note: Son personnage est inspiré de Toshizō Hijikata, "Fukuchô" (Capitaine) du Shinsen Gumi.

#### Sōgo Okita
- Taille : 170 cm
- Poids : 58 kg
- Date de naissance : 6 juillet
- Age : Environ 18 ans

Sōgo Okita (沖田 総悟, Okita Sōgo) est le premier capitaine de division. C'est un véritable petit sadique pervers à la limite du psychopathe. Il adore humilier ses alliés et mettre leurs vies en danger (en particulier celle de Hijikata qu'il déteste pour avoir abandonné sa sœur, Mitsuba, pour sa carrière). Malgré tout, il a plus ou moins bien le sens du devoir et est très attaché à ses compagnons. Sa marque de commerce est un énorme bazooka, duquel il tire sans se soucier de la population ou des dégâts qu'il pourrait causer.
Il entretient une forte rivalité avec Kagura, notamment depuis que son scarabée de combat a tué le Bousier sacré de cette dernière lors d'un jeu, mais n'hésite pas à l'aider lorsqu'elle est en danger. Il porte parfois un masque qui représente des yeux pour dormir au boulot mais en vérité, c'est un excellent manieur de sabre.
Note: Son personnage est inspiré de Sōji Okita, "Kumichô" (Lieutenant) du Shinsen Gumi.

#### Sagaru Yamazaki
- Taille : 169 cm
- Poids : 58 kg
- Date de naissance : 8 février

Sagaru Yamazaki (山崎 退, Yamazaki Sagaru) est le chef de la section d'espionnage. C'est un agent secret compétent qui a le sens du devoir, comme ses comparses, mais malheureusement pas celui des priorités, car il est sans arrêt en train de s'entraîner au badminton, plutôt qu'au maniement du katana. Il est plutôt efficace dans les filatures et les planques, bien qu'il semble incapable de trouver véritablement un déguisement crédible et discret. On le voit souvent déguisé en Ryoma Echizen (Prince of Tennis), et Hijikata a une forte tendance à lui hurler dessus et à le poursuivre quand il fait du badminton au lieu de s'entraîner avec les autres. Depuis quelque temps, il semble être devenu accro à l'anpan (pain fourré aux haricots rouge) (ce fait s'explique des trois raisons; 1° l'anpan est la nourriture habituelle pendant la planque dans les vieilles séries policières japonaises  2° Yamazaki est une marque majeure de boulangerie industrielle dans l'Archipel  3° anpan a le sens argotique de solvant organique en usage récréationnelle). Il s'en sert même comme projectile contre ses adversaires. Bien qu'il semble tenir un rang relativement élevé au sein de la milice, il porte l'uniforme des hommes du rang, et non celui des officiers. Il tombe amoureux de Tama.
Note: Son personnage est inspiré de Susumu Yamazaki, Gochō (caporal) du Shinsen Gumi.

#### Kamotarō Itō
- Taille : 175 cm
- Poids : 68 kg
- Date de naissance : 13 décembre

Kamotarō Itō (伊東 鴨太郎, Itō Kamotarō) est un cadre important du bataillon, il est à la troisième place hiérarchiquement après Kondō et Hijikata (il est même probablement lui aussi vice-commandant). Il est totalement absent pendant une très longue partie de l'histoire. C'est lui qui provoque une révolte dans le Shinsen Gumi en s'alliant avec les pirates de l'espace, les Harusame mais ces derniers le trahiront et le blesseront grièvement et provoquant l'explosion dans le train dans lequel il se trouvait et perdra son bras. Hijikata le tuera à la suite d'un bref combat.
Note: Son personnage est inspiré de Kashitaro Ito, "Sanbō" (tacticien) du Shinsen Gumi.

#### Shimaru Saitō
Saitō Shimaru (斉藤終, Shimaru Saitō) est un capitaine de division un peu spécial. Seul membre de son unité, il a la charge d'éliminer les traîtres et les déserteurs. Personnage muet, il semble incapable de communiquer par timidité. Il semble être atteint de narcolepsie chronique. Il porte un uniforme distinct du reste du Shinsengumi et se bat avec deux sabres à lame courte qu'il porte dans le dos.
Note: Son personnage est inspiré de Saitō Hajime, "Kumichô" (Lieutenant) du Shinsen Gumi.

#### Unosuke Harada
- Taille : 180 cm
- Poids : 90 kg
- Date de naissance : 4 juillet

Unosuke Harada (原田 右之助, Harada Unosuke) est un autre capitaine de division (de rang égal avec Okita). Personnage discret, de nature imposante, il apparaît relativement peu mais semble être un soutien indéfectible à Kondo, y-compris lorsque celui-ci fait n'importe-quoi. Il aborde un crâne parfaitement rasé, une petite moustache et porte le même uniforme que les officiers. Peu de détails sont connus sur ce personnage étant donné qu'il sert surtout de background au ShinsenGumi, cependant il est l'un de ceux que l'on voit le plus régulièrement.
Note: Son personnage est inspiré de Sanosuke Harada, "Kumichō" (Lieutenant) du Shinsen Gumi.

### Oniwabanshū

#### Ayame Sarutobi
- Taille : 169 cm
- Poids : 52 kg
- Date de naissance : 2 juin

Ayame Sarutobi (猿飛 あやめ, Sarutobi Ayame) ou Sacchan, comme elle aime se faire appeler, est une kunoichi masochiste et adepte du bondage. Elle est totalement éprise de Gintoki et est prête à à-peu-près tout pour passer un moment avec lui. Elle souffre d'importants problèmes de vue, ce qui provoque forcément de très nombreux quiproquos dès qu'elle perd ses lunettes. Au civil, elle est serveuse dans un restaurant-cosplay. Son arme de prédilection est le Natto. Lorsqu'elle n'est pas en train de "veiller au bien être" de Gintoki, elle est une assassin freelance sérieuse et très douée. Elle est souvent en concurrence avec Otae qu'elle croit amoureuse de Gintoki.
Note: Son nom est inspiré de Sasuke Sarutobi, ninja de l'ère Meiji.

#### Zenzō Hattori
- Taille : 175 cm
- Poids : 59 kg
- Date de naissance : 22 août

Zenzō Hattori (服部 全蔵) est un puissant shinobi qui a été formé par le même maître que Sarutobi. Il partage avec Gintoki une « rivalité » pour les mangas (et plus particulièrement "Jump"), ce qui leur auront d'ailleurs valu une rixe homérique lors de leur première rencontre. Ce ninja hors pair est toutefois affublé, comme à-peu-près tous les personnages de GinTama, d'une tare qui le rend souvent totalement ridicule  : il souffre de crises hémorroïdaires chroniques ... Au civil, il est livreur de pizzas. Il ne semble éprouver de l'attirance que pour les femmes moches ou au physique disgracieux.
Note: Son nom est inspiré du célèbre ninja japonais Hanzō Hattori.

### Kiheitai
Le Kiheitai (鬼兵隊, litt. "Armée de soldats démons") est une organisation terroriste. Son existence remonte à la guerre contre les Amanto et elle cherche à débarrasser le Japon de ces derniers. basé sur le Kiheitai

#### Shinsuke Takasugi
- Taille : 170 cm
- Date de naissance : 8 octobre
- Age : Dans la vingtaine

Shinsuke Takasugi (高杉 晋助, Takasugi Shinsuke) est le leader de l'organisation terroriste Kiheitai (鬼兵隊) et le principal antagoniste de la série, à la fois ennemi des Yorozuya, du Shinsen Gumi et du Jouishishi. C'est un ancien frère d'arme de Katsura, Sakamoto et Sakata du temps de la guerre du Joui. Il ne se bat pas pour une cause ou un idéal mais pour le pur plaisir de faire souffrir et d'instaurer le chaos. Les blessures qu'il a reçu du temps de la guerre semblent être suffisamment sérieuses pour qu'il en garde encore des stigmates des années après, comme son œil gauche définitivement perdu.
Note: Son personnage est inspiré de Shinsaku Takasugi, révolutionnaire et fondateur de la Kiheitai, milice pro-isolationniste et anti-shogunale.

#### Bansai Kawakami
Bansai Kawakami (河上 万斉, Kamakawi Bansai) surnommé Tsunpo, est le bras droit de Takasugi et un producteur de musique très en vogue (il produit notamment Tsuu Terakado). Il porte en permanence un casque audio sur ses oreilles et des lunettes de soleil et assimile tous les combats et les personnes à de la musique.
Note: Son personnage est inspiré de Gensai Kawakami, un philosophe et assassin.

#### Nizō Okada
Nizō Okada (岡田似蔵, Okada Nizō) est un hitokiri aveugle travaillant pour Takasugi.
Il est entré en possession du katana, Benizakura lors de l'arc Benizakura, qui lui donna une énorme puissance, au détriment de son corps. Malheureusement pour lui, il finit par ne plus pouvoir contrôler le katana, Benizakura. Il sera vaincu par Gintoki et sera entièrement dévoré par le Benizakura.
Note: Son personnage est inspiré de Izō Okada, lui aussi assassin.

#### Matako Kijima
Matako Kijima (来島また子, Kijima Matako) est le seul membre féminin du Kiheitai.
Elle utilise comme arme une paire de revolvers et semble particulièrement habile à leur utilisation. Elle semble aussi vraiment admirer Takasugi et ne supporte pas le caractère soi-disant féministe de son partenaire, qui est en réalité un pédophile, et qui la rejette en quelque sorte, parce qu'elle n'est pas aussi jeune que Kagura.
Note : Son personnage est très librement inspiré de Matabei Kijima, un célèbre samouraï.

#### Henpeita Takechi
Henpeita Takechi (武市 变平太, Takechi Henpeita) est un des piliers de l'organisation et est probablement le plus réfléchi et le plus pragmatique. C'est aussi un incorrigible Lolicon (à la limite de la pédophilie) qui se dit "féministe". Il a de ce fait un faible pour Kagura.
Note: Son personnage est très librement inspiré de Hanpeita Takechi, un célèbre samouraï et commanditaire de quelques assassinats commis par Izō Okada.

#### Kamui
- Taille : 170 cm
- Poids : 55 kg
- Date de naissance : 1er juin

Kamui (神威) est le grand-frère de Kagura.
Il est le second antagoniste principal du manga, il a par le passé tenté de tuer son père, Umibozu et sa petite sœur mais a échoué. Actuellement le capitaine de la 7e division des Harusame (Pirates de l'espace), selon lui, seuls les individus puissants sont ses véritables ennemis. Contrairement à sa sœur, celui-ci agit avec l'instinct et le sang des Yato. Il veut aussi se battre contre Gintoki. Il fait sa première véritable apparition pendant l'arc Yoshiwara. Comme sa sœur, il mange énormément. Il a l'habitude de sourire tout le temps même lorsqu'il tue quelqu'un car selon lui c'est une forme de respect. Il s'alliera par suite à Takasugi après que celui-ci l'ait sauvé de l'exécution par l'amiral Abo, le chef des Harusame qui trouvait que la 7e division devenait trop importante et trop puissante.

### Famille Yagyū

#### Kyūbei Yagyū
Kyūbei Yagyū (柳生 九兵衛, Yagyū Kyūbei) est la seule héritière de la puissante famille Yagyū et malheureusement pour son père et son grand-père, c'est une fille. Elle a donc été élevée comme un homme et en a aussi totalement absorbé l'identité et le comportement, mais elle montre parfois un côté féminin. Bretteuse exceptionnelle (du niveau de Gintoki ou de Hijikata), elle se dit amoureuse d'Otae, qui est une amie d'enfance et veut l'épouser à tout prix. Elle devient infiniment plus violente que cette dernière lorsqu'un homme tente de la toucher.
Note: Son personnage est inspiré de Jūbei Yagyū, célèbre samouraï du XVIIe siècle. (C'est le quatrième personnage à avoir été féminisé dans l'animé, les trois autres étant Sarutobi, Kijima et Mutsu)

#### Ayumu Tōjō
Ayumu Tōjō (東城 歩, Tōjō Ayumu) est le fidèle assistant, majordome et garde-du-corps de Kyūbei qui veille jalousement sur sa sécurité et souhaiterait ouvertement pouvoir la voir dans des habits (érotiques) de fille, tel que des costumes de gothic lolita.
Note: Son nom est inspiré d'Aya Tōjō, l'une des heroïnes du manga Ichigo 100%.

### Les habitants importants

#### Tokumori Saigō
Tokumori Saigō, dit Kishin Mademoiselle Saigō est l'un des Quatre dévas d'Edo. Il tient un bar okama (drag queen). C'est un ancien lutteur reconnu pour sa grande force, malgré tout reconverti en Okama. Il a un fils auquel il tient plus que tout, Teruhiko.

#### Otose
- Taille : 166 cm
- Poids : 48 kg
- Date de naissance : 7 juillet
- Age : début de la soixantaine

Ayano Terada (寺田 綾乃) dite Otose, est la gérante du petit bistrot qui se trouve juste en dessous du bureau-appartement des Yorozuya, l'Otose Snack House. Elle est aussi leur propriétaire. C'est une femme âgée à forte personnalité, un brin colérique, mais qui a finalement très bon fond. C'est l'une des quatre Devas de la ville d'Edo ayant pour secteur exclusif le quartier Kabuki, c'est-à-dire la marraine, au sens mafieux du terme, du district dans lequel elle vit. Contrairement aux autres Devas, elle n'assied pas son autorité grâce à la violence, mais grâce à sa force de caractère et au respect qu'elle inspire aux résidents.

#### Catherine
- Taille : 165 cm
- Poids : 55 kg
- Date de naissance : 21 août
- Age : début de la trentaine

Catherine est une femme-chat amanto entre deux âges, ancienne voleuse qu'Otose a pris sous son aile et engagé dans son bistrot. Elle parle avec un accent bizarre. Elle fut membre d'un groupe de voleurs Amantos appelé Cat's Punch. Elle a l'habitude d'imiter les poses d'Otose, pour fumer, par exemple.

#### Tama
- Taille : 166 cm
- Poids : 121 kg
- Date de naissance : 16 août 2007

Tama (卵, litt. « Cerveau ») est un androïde recueilli par Gintoki, Shinpachi et Kagura, qu'Otose a fait retaper par Gengai Hiraga et a engagé dans son bar.
Il est à noter que bien qu'elle soit un personnage secondaire, elle est le second personnage "rôle-titre".

#### Gengai Hiraga
Gengai Hiraga (平賀 源外, Hiraga Gengai) est le plus grand mécanicien du quartier Kabuki. C'est aussi un mordu de robotique. Il a perdu son fils unique, Saburo, passionné de robotique comme lui, durant la guerre du Joui. Gintoki va souvent faire réparer sa Vespa chez lui.
Note: Son personnage s'inspire de Gennai Hiraga, célèbre médecin-herboriste et inventeur du XVIIIe siècle.

#### Taizō Hasegawa
- Age : 38 ans

Taizō Hasegawa (長谷川 泰三) est couramment appelé MADAO (acronyme de "Marude damena ossan", signifiant à peu près "chômeur - bon-à-rien - entre-deux-ages") par les autres protagonistes. En réalité, Hasegawa est un ancien agent spécial des affaires étrangères (comprenez "porte-flingue" à la botte des extra-terrestres) qui a perdu son emploi après avoir refusé de se faire seppuku, pour avoir échoué dans sa mission. Il est rapidement devenu ami avec Gintoki malgré ses ennuis. Ce chômeur invétéré vit de petits boulots depuis que sa femme, Hatsu, l'a mis à la porte. Il semble aussi avoir trouvé en Musashi, un clochard du coin, un compagnon de fortune. Il porte en permanence une paire de lunettes de soleil dont il est très fier et qu'il ne retirerait pour rien au monde. Il dit d'ailleurs qu'elles font partie intégrante de lui. Souvent, lorsqu'il y a des uniformes dans les boulots qu'il effectue, elles sont la cause de son renvoi.

#### Musashi
Musashi (武蔵) est un sans-abri habillé de lunettes, d'un fundoshi et d'un manteau orange vivant dans une petite charette de bois. Il semble être plus-ou-moins sénile.

#### Katsuo Kurogoma
Petit patron d'un groupe de yakuzas appelé Dobunezumi, il est en réalité sous les ordres d'un des Quatre Devas, Jirocho. Il a une chienne du nom de Bell. Il a une coupe de cheveux "7/3" dont il est très fier.

#### Jirocho Doromizu
Jirocho, est l'un des 4 devas (Chefs) du quartier Kabuki. Ancien combattant de la guerre du Joui, c'est un spécialiste du combat et amateur du Iaidō ayant juré de défendre le quartier Kabuki au défunt mari d'Otose et en vient à combattre Gintoki à cause de cette promesse.

#### Hedoro
Hedoro, est un amanto récemment immigré sur terre ayant ouvert une petite boutique de fleuriste dans le même quartier que les Yorozuya. De la race des Dakini, c'est un colosse à la peau verte avec une paire de cornes sur le crâne. Malgré son physique terrifiant et sa force colossale, c'est un être doux, sensible et toujours prêt à aider autrui. Sa ressemblance avec un démon font qu'il a énormément de mal à se faire des amis, les personnes étant tétanisés par son apparence. Et ni les yorozuya ni le Shinsen-Gumi ne font exception à la règle.

### Autres personnages

#### Tae Shimura
- Taille : 168 cm
- Poids : 49 kg
- Date de naissance : 31 octobre
- Age : 18 ans

Tae Shimura (志村 妙, Shimura Tae), couramment appelée Otae par la plupart des personnages. Elle est la sœur ainée de Shinpachi et l'héritière des traditions du dojo. Malgré tout, elle travaille dans un bar à hôtesses en tant qu'entraineuse, mais en raison de sa violence excessive, elle se trouve n'avoir que le Commandant Kondō comme "régulier". Bien qu'elle semble sourire en permanence, elle est d'une nature particulièrement agressive, frappant n'importe qui (de préférence Gintoki ou Kondo) à n'importe quel moment, surtout lorsque cela n'est en rien justifié. Elle entretient une profonde complicité avec Kagura, qui l'appelle d'ailleurs Boss. Un peu plus tard dans l'histoire, lorsque Kagura passe près de retourner sur sa planète avec son père, elle est la première à montrer que la jeune Yato lui manque. Elle ne sait cuisiner que des omelettes carbonisées immangeables, comme Shinpachi ne veut pas la vexer, il en mange à tous les repas. Tae adore les glaces de la marque "Burgen Dash".

#### Kotarō Katsura
- Taille : 175 cm
- Poids : 56 kg
- Date de naissance : 26 juin[2]
- Age : une vingtaine d'années

Kotarō Katsura (桂 小太郎, Katsura Kotaro) surnommé Zura qui veut dire « perruque » ce qu'il n'apprécie pas du tout, est un compagnon d'armes de Gintoki, Tatsuma et Shinsuke lorsqu'ils faisaient partie du Jouishishi, la résistance anti-Amanto. Dernier représentant "sérieux" de ce mouvement, il est perpétuellement traqué par Kondō et ses hommes et essaye par tous les moyens de convaincre Gintoki de le rejoindre à nouveau dans sa lutte. C'est quelqu'un qui se prend trop souvent au sérieux, y compris lorsqu'il endosse un costume censé masquer son identité. L'un de ses déguisements favoris est celui de "Captain Katsura", un plagiat à peine voilé d'Albator. Il est constamment débaptisé par les gens et, de ce fait, il n'arrête pas d'insister sur son nom.
Note: Son personnage est inspiré de Kogorō Katsura, alias Takayoshi Kido, un des artisans de la chute du bakufu.

#### Elizabeth
- Taille : 180 cm
- Poids : 123 kg
- Date de naissance : 7 septembre

Elizabeth est une espèce de pingouin blanc géant qui a été confié à Katsura par Tatsuma et qui lui sert de bras droit au sein du Jouishishi. C'est une créature muette qui s'exprime à l'aide de pancartes (qui à l'occasion lui servent aussi de gourdin) et qui semble en fait être le déguisement d'une créature à l'apparence  humaine
C'est l'un des plus grands mystères de ce manga. Dans l'anime, Elisabeth se transforme parfois en "M. le Producteur de Gintama". Katsura le(la) trouve mignon(ne). On apprend par la suite qu'il est un habitant de la planète Renho dont le but est de conquérir la Terre.

#### Tatsuma Sakamoto
Tatsuma Sakamoto (坂本 辰馬, Sakamoto Tatsuma) est un ancien comparse de Gintoki (qu'il appelle "Kintoki") de Shinsuke et de Katsura du temps du Jouishishi. Ce passionné de pilotage et de voyages intersidéraux a fondé sa propre compagnie de commerce/contrebande, la "Kaientai". Il a aussi, ce qui donne des scènes absurdes, le mal de l'air. C'est quelqu'un de totalement insouciant et immature qui est incapable de prendre quoi que ce soit au sérieux (il rigole tout le temps, même quand on lui fait du mal). Malgré tout, c'est un excellent pilote et tout aussi bon combattant. Pour la bonne marche de ses affaires, il se repose entièrement sur Mutsu.
Note: Son personnage est inspiré de Ryōma Sakamoto, un révolutionnaire du temps du bakumatsu, qui fonda la célèbre "Kaientai", première corporation moderne privée du Japon, à mi-chemin entre une marine marchande et une force navale militaire.

#### Mutsu
Mutsu (陸奥) est la vice-présidente et principale associée de Tatsuma au sein de la Kaientai. Mais en réalité, c'est pratiquement sur ses épaules que repose toute la structure de la société, dû principalement à l'incompétence de son chef. Bien qu'elle le traite avec mépris devant tout le monde, elle semble tout de même relativement attachée à lui. À l'instar de Kagura, elle fait elle aussi partie de la tribu Yato.
Note: Son personnage est inspiré de Munemitsu Mutsu, un révolutionnaire comparse de Ryōma Sakamoto qui devint Ministre des Affaires étrangères après la restauration de l'ère Meiji.

#### Tsuu Terakado
Tsuu Terakado (寺門 通, Terakado Tsū), appelée aussi "O-Tsū", est une jeune "Idol" chanteuse de J-pop dont Shinpachi est un fervent admirateur et président de son plus important fan-club (il est aussi son plus vieux fan, car il l'admirait déjà alors qu'elle n'était que chanteuse de rue). Ses textes, souvent méprisant, subversif et grossier, sont en total contradiction avec son style "kawai" et sa bonne humeur. Son père est un repris de justice en cavale et sa mère, qui est aussi son agent et son assistante, veille jalousement sur sa carrière et sa réussite. Elle a été, le temps d'une journée, marraine de bonne volonté du Shinsen Gumi et a pour l'occasion fait appel aux Yorozuya pour leur servir de mascotte.

#### Krystel Ketsuno
Krystel Ketsuno (結野 クリステル, Ketsuno Kurisuteru), couramment appelée Ketsuno Ana (qui est un jeu de mots signifiant à peu près "trou de balle") est une célèbre Miss Météo officiant aussi parfois comme reporter/intervieweuse pour la chaine Oedo TV dont Gintoki est un fervent admirateur. Elle fait partie d'une longue lignée de Médiums et pratique l'Onmyōdō, tout comme son frère Seimei.

#### Saki Hanano
Saki Hanano (花野 咲, Hanano Saki), couramment appelée Hanano Ana (qui est un jeu de mots signifiant à peu près "trou de nez") autre célèbre reporter de  la chaine Oedo TV. Elle a notamment couvert l'interview-immersion de Katsura au sein du Joui Shishi et les évenements dû à la transformation de Sadaharu.

#### Umibōzu
Père de Kagura et de Kamui, Umibōzu (星海坊主) est sans doute l'un des guerriers les plus forts de l'univers. Très complexé par sa calvitie, il porte un postiche qui semble ne jamais vouloir se positionner correctement sur son crâne. Comme sa fille, il se bat à l'aide d'une ombrelle-bouclier-mitrailleuse.

#### Shige Shige Tokugawa
Shige Shige Tokugawa (徳川 茂茂, Tokugawa Shige Shige) est le shogun d'Edo. De nature placide, il reste impassible et digne en toute circonstance, qu'il soit humilié ou maltraité (involontairement et sans aucune mauvaise intention) par les protagonistes. Matsudaira, de par son statut de Préfet d'Edo, profite de la charge de protection du Shogun qui lui incombe pour essayer de le dévergonder et de l'influencer si possible.
Note : Son personnage est inspiré d'Iemochi Tokugawa, 14e Shogun du Japon.

#### Roi Leucocyte
Clone de Gintoki Sakata, il est le plus puissant antivirus à l'intérieur du corps du robot Tama.
S'il a hérité de certaines caractéristiques de son "frère" comme la puissance ou le mauvais caractère, il est toutefois plus sérieux et dévoué que Gintoki.

### Résidents du Paradis Yoshiwara
Le Paradis Yoshiwara (吉原桃源郷) est un quartier secret souterrain et probablement des plus malfamés de la ville abritant principalement des maisons closes. La sécurité y est essentiellement assurée par les Hyakka une milice de prostituées guerrières.

#### Hosen
Hosen (鳳仙), surnommé le Roi de la Nuit, est un membre du clan Yato cruel et puissant qui règne d'une main de fer sur le quartier caché. Il a choisi Hinowa comme concubine et lui a sectionné les tendons calcanéens afin qu'elle ne puisse s'enfuir. Il trouvera en Gintoki, un adversaire à sa démesure. Les Yato sont habituellement sensibles au soleil, et étant donné qu'il a passé les dernières années sous terre, ça le rend extrêmement sensible aux rayons ultra-violets. Hosen sera vaincu par Gintoki avec l'aide de Tsukuyo et des Hyakka.

#### Hinowa
Hinowa (日輪) est la nouvelle marraine du quartier depuis la chute de Housen. De nature généreuse et pacifiste, elle a permis au Paradis Yoshiwara de revoir la lumière du jour et a depuis gardé un très bon contact avec les Yorozuya. C'est elle qui s'occupe de Seita, avec l'aide de Tsukuyo. Hosen l'ayant blessé aux chevilles, elle se déplace en fauteuil roulant.

#### Seita
Seita (晴太) est un petit garçon des rues qui n'a pas sa langue dans sa poche. C'est lui qui entraînera les Yorozuya au Paradis Yoshiwara afin de l'aider à retrouver sa mère, Hinowa. Il découvrira par la suite qu'elle n'est en fait que sa mère adoptive.

#### Tsukuyo
Tsukuyo (月詠), dite la courtisane diabolique (et parfois surnommé Tsuki, c.a.d. la Lune) est la leader des Hyakka et le bras droit de Hinowa et de Housen. De nature introvertie, elle devient explosive et incontrôlable dès qu'elle boit ne serait-ce qu'une goutte d'alcool. Elle se donne volontairement des airs vulgaires, fumant le Kiseru et parlant un langage fleuri. Elle a deux balafres sur le visage qu'elle s'est infligée elle-même enfant afin de gagner les faveurs de son maître, Jiraia. Elle dit avoir abandonné sa condition de femme (d'où ses cicatrices), mais elle est très gênée et susceptible lorsqu’un homme la touche (en particulier Gintoki Sakata).

#### Jiraia l'Araignée
Danzō Tobita (鳶田 段蔵), est un très puissant Shinobi qui a abandonné tout ce qui concerne son existence, visage et identité inclus afin de devenir sans cesse meilleur. Il pense qu'il est essentiel de détruire ce que l'on aime afin de s'élever dans son art. Il tire son surnom de Jiraia l'Araignée de l'une de ses techniques de prédilection qui consiste à tisser une toile de fils invisibles à l'œil nu afin de s'en servir dans ses combats pour se déplacer ou immobiliser ses adversaires. Par le passé, il a affronté le père de Zenzo, créé la milice Hyakka et formé Tsukuyo aux arts du ninjutsu. Il offrira à Gintoki, sans doute l'un de ses plus beaux combats.

## Analyse de l'œuvre

### Thèmes et style
L'objectif principal de Hideaki Sorachi dans Gintama est l'utilisation de la « comédie », néanmoins lors de la seconde année de parution du manga l'auteur a commencé à ajouter plus de contenu dramatique et d'action à l'histoire tout en maintenant la thématique principale. Une des plus célèbres signatures du manga, en plus du brisement récurrent du quatrième mur, est la parodie et aucun genre n'est laissé de côté : les mangas (Naruto, One Piece, Death Note, Hokuto no Ken, Gundam, Evangelion…), pour la plupart publiés par Shūeisha, dont très souvent Bleach, les deux auteurs Hideaki Sorachi et Tite Kubo étant amis, les films cultes comme Star Wars, ou encore les programmes télé japonais (dramas, émissions plateau...), les jeux vidéo, et notamment Dragon Quest, sujet de nombreux running gags.
Les autres types de situations comiques se font le plus souvent sur la culture japonaise (pop-culture, politique, etc.) en la parodiant, les blagues étant parfois difficiles à comprendre pour les lecteurs étrangers. L'humour du manga est décrit par quelques revues comme « bizarre » et « étrange ». Il est aussi décrit comme pouvant être divisé en deux catégories : la « comédie de science-fiction » et la « comédie samouraï », du fait de cet univers mélangeant un Edo historique et un Edo de science-fiction.
La comédie tend à signaler une « obsession de la société moderne » en incluant les jours de fêtes et les figures mythiques célèbres. De plus, il y a certaines références à des figures historiques notamment dans le nom ou dans le caractère des personnages. À côté de cela, l'invasion des extraterrestres au Japon permet de dénoncer de nombreux problèmes sociaux, principalement celui du manque d'égalité sociale.

### Réception et critiques
En 2009, le manga s'est vendu à 2 700 000 exemplaires au Japon, occupant ainsi la cinquième place après One Piece, Naruto, Bleach et Fullmetal Alchemist (cités respectivement). Le tirage total des 45 premiers tomes s'élève à plus de 44 000 000 exemplaires en 2013. En février 2018, le tirage total s'élève à 55 millions d'exemplaires.
En novembre 2014, il est classé 3e meilleur manga paru dans le magazine Weekly Shōnen Jump derrière Dragon Ball et One Piece par les lecteurs japonais du magazine Da Vinci. L'anime et les DVD se sont eux aussi classés de nombreuses fois dans le top dix. En avril 2010, Gintama a été qualifié de treizième « meilleur anime » entre avril 2009 et mars 2010 par Animage

## Manga
La série de Hideaki Sorachi commence sa publication le 8 décembre 2003 dans le magazine Weekly Shōnen Jump. En France, le manga est publié aux éditions Kana depuis mars 2007. L'auteur a révélé que la série est basée sur deux one-shots qu'il avait réalisés en 2003 pour la revue Weekly Shōnen Jump. Il a également expliqué avoir rajouté le côté science-fiction pour que le développement de ses personnages soit « à son goût » et ce, après que son éditeur lui a suggéré de faire une série historique.
À ses débuts, tout n'était pas assuré pour cette série humoristique. On lui reprochait notamment un trait se rapprochant trop de celui de Masashi Kishimoto (Naruto). Toutefois, le début de sa publication coïncidait avec la fin d'une autre série phare du Jump, Yu-Gi-Oh, lui permettant d'attirer un public à la recherche de nouveautés et d'éviter l'arrêt de sa publication par manque de popularité. Sa grande discrétion est aussi à imputer sur le compte d'une autre série phare ayant commencé dans la même période, Death Note, éclipsant littéralement sa présence auprès des libraires japonais. Malgré ces débuts houleux, la série a su conquérir son public et continue son cours après de nombreuses années et de nombreux volumes.
Gintama a également connu un crossover avec Sket Dance, un manga humoristique de Kenta Shinohara (ancien assistant d'Hideaki Sorachi) également publié dans le Weekly Shōnen Jump, divisé en deux chapitres dans le même numéro du magazine en avril 2011 : le premier est dessiné par Shinohara et contenu dans le volume 21 de Sket Dance (chapitre 180), tandis que le second, dessiné par Sorachi, est contenu dans le volume 41 de Gintama (chapitre 360.5). Ces deux chapitres sont ensuite adaptés en anime dans la série télévisée respective de chacun, d'abord dans l'épisode 227 de Gintama diffusé le 23 septembre 2011, puis la semaine suivante lors de l'épisode 26 de Sket Dance diffusé le 26 septembre 2011.
Le 19 décembre 2015, à l'occasion de la Jump Festa, il est annoncé que l'arc final de Gintama débuterait en 2016. Cette information est plus tard confirmée par Hideaki Sorachi via le 63e volume de la série, ce à quoi l'auteur ajoute que le manga devrait se terminer la même année, ou au plus tard en 2017. L'arc final commence alors le 18 juillet 2016 dans le Weekly Shōnen Jump avec le chapitre 596 (tome 66). Le climax de la série est atteint le 5 février 2018 avec le chapitre 669 (tome 74). La parution du manga prend fin dans le magazine le 15 septembre 2018 avec le chapitre 698 et se poursuit dans le magazine Jump Giga entre le 28 décembre 2018 et le 22 février 2019 avec les chapitres 699 à 701. Enfin, les 3 derniers chapitres sont publiés entre le 13 mai et le 20 juin 2019 sur une application dédiée à cette série. La série compte un total de 704 chapitres regroupés en 77 tomes.

### Fiche technique
- Édition japonaise : Shūeisha
  - Nombre de volumes sortis : 77 (terminé)
  - Date de première publication : avril 2004
  - Prépublication : Weekly Shōnen Jump, décembre 2003
- Édition française : Kana[17]
  - Nombre de volumes sortis : 77 (terminé)
  - Date de première publication : mars 2007
  - Format : 115 mm x 175 mm
  - 196 pages par volume
- Autres éditions :
  -   Viz Media[18]
  -  Tokyopop[19]
  -  Siam Inter Comics
  -  Planeta DeAgostini
  -  Glénat
  -  Haksan

## Anime

### Séries télévisées
Gintama (2006)
Une série animée est produite par le studio Sunrise et est diffusée sur TV Tokyo entre le 4 avril 2006 et le 25 mars 2010 pour un total de 201 épisodes. L'anime est dirigé par Shinji Takamatsu jusqu'à l'épisode 105, puis par Yoichi Fujita à partir de l'épisode 106.
Yorinuki Gintama-san (The Very Best of Gintama) (rediffusions, 2010)
Entre le 5 avril 2010 et le 28 mars 2011, 51 anciens épisodes aléatoires ont été réadaptés en haute définition pour une rediffusion sous le titre Yorinuki Gintama-san (The Very Best of Gintama), avec en plus de nouveaux openings et endings.
Deux montages des arcs respectifs de la crise du Shinsengumi (épisodes 101 à 105) et des Quatre Devas de Kabukicho (épisodes 210 à 214), et d'une durée approximative de 95 minutes chacun, sont diffusés dans certaines salles de cinéma japonaises en août 2012.
Gintama' (2011)
L'œuvre originale ayant fourni davantage de matière à adapter pendant cet arrêt d'une année, une nouvelle saison de 51 épisodes (épisodes 202 à 252) est ensuite diffusée entre le 4 avril 2011 et le 26 mars 2012 sous le titre Gintama'. À partir de cette saison, l'anime est diffusé en haute définition.
Gintama' Enchousen (2012)
Après un nouvel arrêt et dans le but de promouvoir la sortie du second film d'animation Gintama Kanketsu-hen : Yorozuya yo Eien Nare (Be Forever Yorozuya), l'anime reprend six mois plus tard sous le titre Gintama' Enchousen. L'écart entre la trame du manga et celle de l'anime étant cependant encore trop mince pour assurer la production de nouveaux épisodes sur le long terme, cette saison alterne selon la semaine entre la diffusion d'épisodes inédits et des rediffusions de la première série.
Ainsi, sur les 24 épisodes diffusés entre le 4 octobre 2012 et le 28 mars 2013, 11 anciens sont rediffusés en haute définition à la manière de Yorinuki Gintama-san tandis que 13 inédits complémentaires à Gintama' voient le jour, portant par conséquent le nombre total d'épisodes à 265.
Gintama° (2015)
En raison des résultats honorables du film Gintama Kanketsu-hen : Yorozuya yo Eien Nare (Be Forever Yorozuya) et à l'avancée de la trame du manga, une nouvelle saison de 51 épisodes (épisodes 266 à 316), réalisée par Chizuru Miyawaki, est diffusée du 8 avril 2015 au 30 mars 2016 sous le titre Gintama° au Japon et en simulcast sur Crunchyroll dans les pays francophones.
Gintama. (2017)
La production d'un nouvel anime est annoncée le 21 septembre 2016. Cette nouvelle saison est composée de 12 épisodes et basée sur l'arc de la bataille finale de Rakuyou (volumes 62 à 66 du manga). Elle est diffusée sous le titre Gintama. du 8 janvier au 27 mars 2017 au Japon et en simulcast sur Crunchyroll. L'anime passe ainsi à un total de 328 épisodes.
Yorinuki Gintama. -san (The Very Best of Gintama) (rediffusions, 2017)
Dès la semaine suivant la fin de la diffusion de Gintama., à partir du 2 avril 2017, de nouvelles rediffusions d'épisodes avec un changement d'opening et d'ending débutent sous le titre de Yorinuki Gintama. -san.
Gintama. Porori-hen (Slip Arc) (2017)
L'adaptation de l'arc Porori-hen est diffusée du 1er octobre au 24 décembre 2017 pour un total de 13 épisodes, portant le nombre total d'épisodes à 341.
Gintama. Shirogane no Tamashii-hen (Silver Soul Arc)
L'adaptation de l'arc Shirogane no Tamashii-hen est diffusée du 7 janvier 2018 au 7 octobre 2018 avec 26 épisodes supplémentaires, portant le nombre d'épisodes à 367.
Gintama : The Semi-Finale
Après la diffusion du film Gintama : The Finale en janvier 2021, deux épisodes supplémentaires ont vu le jour, adaptant les chapitres n'ayant pas pu être adapté en animé dans le film, faisant passer ainsi l'animé à 369 épisodes.

#### Diffusion par pays
- TV Tokyo
- MTV Italy
- Canal Extremadura
- ABS-CBN
- STAR Chinese Channel
- TVB J2
- Tooniverse
- TV2
- Space Power

#### Génériques

##### Début
| Numéro | Titre               | Artiste          | Épisodes | 1re date         |
| ------ | ------------------- | ---------------- | -------- | ---------------- |
| 1      | Pray                | Tommy Heavenly6  | 1-24     | 4 avril 2006     |
| 2      | Tōi Nioi            | YO-KING          | 25-49    | 5 octobre 2006   |
| 3      | Gin-iro no sora     | Redballoon       | 50-75    | 5 avril 2007     |
| 4      | Kasanaru Kage       | Hearts Grow      | 76-99    | 4 octobre 2007   |
| 5      | Donten              | DOES             | 100-125  | 3 avril 2008     |
| 6      | Anata Magic         | MONOBRIGHT       | 126-150  | 2 octobre 2008   |
| 7      | Stairway Generation | Base Ball Bear   | 151-176  | 2 avril 2009     |
| 8      | Light Infection     | Prague           | 177-201  | 1er octobre 2009 |
| 9      | Tougenkyou Alien    | Serial TV Drama  | 202-227  | 4 avril 2011     |
| 10     | Dilemma             | ecosystem        | 228-240  | 3 octobre 2011   |
| 11     | Wonderland          | FLiP             | 241-252  | 9 janvier 2012   |
| 12     | LET'S GO OUT        | AMOYAMO          | 253-256  | 4 octobre 2012   |
| 13     | Sakura Mitsu Tsuki  | SPYAIR           | 257-265  | 10 janvier 2013  |
| 14     | DAY x DAY           | BLUE ENCOUNT     | 266-277  | 8 avril 2015     |
| 15     | Pride Kakumei       | CHiCO Honeyworks | 278-291  | 1er juillet 2015 |
| 16     | Beautiful Days      | OKAMOTO'S        | 292-303  | 7 octobre 2015   |
| 17     | KNOW KNOW KNOW      | DOES             | 304-316  | 6 janvier 2016   |
| 18     | Kagerou             | ЯeaL             | 317-328  | 8 janvier 2017   |
| 19     | VS                  | BLUE ENCOUNT     | 329-341  | 1er octobre 2017 |
| 20     | Katte ni MY SOUL    | DISH//           | 342-353  | 7 janvier 2018   |
| 21     | I Wanna Be..        | SPYAIR           | 354-369  | 8 juillet 2018   |

##### Fin
| Numéro               | Titre                              | Artiste                 | Épisodes | 1re date de diffusion |
| -------------------- | ---------------------------------- | ----------------------- | -------- | --------------------- |
| 1                    | Fūsen Gum                          | CAPTAIN STRAYDUM        | 1-13     | 4 avril 2006          |
| 2                    | Mr.Raindrop                        | Amplified               | 14-24    | 4 juillet 2006        |
| 3                    | Yuki no Tsubasa                    | Redballoon              | 25-37    | 5 octobre 2006        |
| 4                    | Candy Line                         | Hitomi Takahashi        | 38-49    | 11 janvier 2007       |
| 5                    | Shura                              | DOES                    | 50-61    | 5 avril 2007          |
| 6                    | Kiseki                             | Snowkel                 | 62-75    | 28 juin 2007          |
| 7                    | SIGNAL                             | KELUN                   | 76-87    | 4 octobre 2007        |
| 8                    | Speed Of Flow                      | The Rodeo Carburettor   | 88-99    | 10 janvier 2008       |
| 9                    | Sanagi                             | POSSIBILITY             | 100-112  | 3 avril 2008          |
| 10                   | This world is yours                | Plingmin                | 113-125  | 3 juillet 2008        |
| 11                   | I, Ai, Ai                          | Ghostnote               | 126-138  | 2 octobre 2008        |
| 12                   | Kagayaita                          | SHIGI                   | 139-150  | 8 janvier 2009        |
| 13                   | Asa Answer                         | PENGIN                  | 151-163  | 2 avril 2009          |
| 14                   | Wo Ai Ni                           | Hitomi Takahashi        | 164-176  | 2 juillet 2009        |
| 15                   | Wonderful Days                     | ONE☆DRAFT               | 177-189  | 1er octobre 2009      |
| 16                   | Sayonara no Sora                   | QWAI                    | 190-201  | 7 janvier 2010        |
| 17                   | Samurai Heart (Some Like it Hot!!) | SPYAIR                  | 202-214  | 4 avril 2011          |
| 18                   | Balance Doll                       | Prague                  | 215-227  | 4 juillet 2011        |
| 19                   | Anagura                            | Kuroneko Chelsea        | 228-240  | 3 octobre 2011        |
| 20                   | Nakama                             | Good Coming             | 241-252  | 9 janvier 2012        |
| 21                   | Moonwalk                           | MONOBRIGHT              | 253-256  | 4 octobre 2012        |
| 22                   | Expect                             | PAGE                    | 257-265  | 10 janvier 2013       |
| 23                   | Destiny                            | Negoto                  | 266-277  | 8 avril 2015          |
| 24                   | Saigo Made                         | Aqua Timez              | 278-291  | 1er juillet 2015      |
| 25                   | Glorious Days                      | THREE LIGHTS DOWN KINGS | 292-303  | 7 octobre 2015        |
| 26                   | Acchi Muite                        | Swimy                   | 304-316  | 6 janvier 2016        |
| 27                   | Silver                             | Rize                    | 317-328  | 8 janvier 2017        |
| 28                   | Hankou Seimei                      | Ayumikurikamaki         | 329-341  | 1er octobre 2017      |
| 29                   | Hanaichi Monme                     | BURNOUT SYNDROMES       | 342-353  | 7 janvier 2018        |
| 30                   | Hikari Shoumeiron                  | CHiCO with Honeyworks   | 354-367  | 8 juillet 2018        |
| The Semi-Finale (31) | Wadachi                            | SPYAIR                  | 368-369  | 15 janvier 2021       |

#### Différences avec le manga
L'œuvre originale contenait déjà de nombreux running gags et brisait le quatrième mur, mais l'adaptation animée permet d'aller encore plus loin et donne les très célèbres plans fixes, les discussions cassantes sur le budget du staff et sur le staff en lui-même, les fausses fins, les séquences réutilisées ouvertement (comme la fameuse scène du kotatsu), etc. Également, l'anime est globalement très fidèle au manga mais contient toutefois quelques épisodes originaux.

### OAV
Gintama Jump Festa 2005: Nanigoto mo Saisho ga Kanjin nanode Tasho Senobi wo Suru Kurai ga Chodo Yoi
Cette OAV de 30 minutes, antérieure à la diffusion de la série télévisée, a été réalisée à l'occasion du Jump Festa 2005 et diffusée le 1er septembre de la même année. Elle adapte le chapitre 17 du manga additionné d'un certain nombre de scènes originales et présente brièvement les personnages.
Gintama Jump Festa 2008: Shiroyasha Koutan (Gintama : La naissance de Shiroyasha)
Cette OAV de 10 minutes a été réalisée le 21 septembre 2008 à l'occasion de la Jump Festa annuelle.
Gintama: Dai Hanseikai
Cette OAV de 15 minutes a été diffusée le 25 mars 2010 à l'occasion du festival Gintama Harumatsuri et de l'arrêt provisoire de l'anime.
Gintama: Shinyaku Benizakura Hen Special
Cette OAV de 10 minutes, annonçant la reprise de l'anime en 2011, est sortie le 15 décembre 2010 par l'intermédiaire du le DVD du film Gintama: Shinyaku Benizakura-Hen.
Gintama: Jump Festa 2014
À l'occasion des 10 ans du manga, une OAD de 25 minutes adaptant le chapitre 312 avec des scènes supplémentaires, d'abord diffusé le 9 novembre 2014 lors de l'évènement Jump Special Anime Festa 2014, sort ensuite 3 avril 2015 avec le tome 58 du manga.
Gintama : Jump Festa 2015
Cette OAV de 12 minutes a été diffusée le 3 novembre 2015 à l'occasion de la Jump Festa annuelle. Elle tease l'arc de l'assassinat du Shogun qui débute dans l'épisode 300 le 2 décembre 2015.
Gintama°: Aizome Kaori-hen
Deux OAD adaptant l'arc Aizen-kou (chapitres 492 à 496 du manga) sortent respectivement le 4 août 2016 et le 4 novembre 2016 avec les tomes 65 et 66 du manga.

### Films d'animation
Gintama: Shinyaku Benizakura-Hen
Ce premier film sort le 24 avril 2010. Il reprend l'intrigue de l'arc Benizakura avec une nouvelle animation et des scènes inédites
Gintama Kanketsu-hen : Yorozuya yo Eien Nare
Ce second film sort le 6 juillet 2013. Celui-ci propose cette fois-ci une histoire originale scénarisée par Hideaki Sorachi (auteur du manga) lui-même. En deux jours, celui-ci génère 281,8 millions de yens de bénéfice, tandis que le premier avait généré 200 millions de yens.
Gintama: The Final
Ce troisième film sort le 8 janvier 2021. Bien qu'adaptant la fin du manga, il propose plusieurs éléments inédits. Un épisode spécial intitulé Gintama: The Semi Final est diffusée le 15 janvier 2021 sur le service dTV.

### Doublage
| Personnages       | Voix japonaises   |
| ----------------- | ----------------- |
| Gintoki Sakata    | Tomokazu Sugita   |
| Shinpachi Shimura | Daisuke Sakaguchi |
| Kagura            | Rie Kugimiya      |
| Kotarō Katsura    | Akira Ishida      |
| Toshirō Hijikata  | Kazuya Nakai      |
| Sougo Okita       | Kenichi Suzumura  |
| Harada Unosuke    | Kenta Miyake      |
| Otose-san         | Kujira            |
| Sadaharu          | Mikako Takahashi  |
| Isao Kondō        | Susumu Chiba      |
| Sagaru Yamazaki   | Tetsuharu Ohta    |
| Catherine         | Yū Sugimoto       |
| Shinsuke Takasugi | Takehito Koyasu   |

## Films live
L'adaptation du manga en film live est annoncée en juin 2016. Le film Gintama, réalisé par Yūichi Fukuda, sort en salle le 14 juillet 2017. Sa suite, Gintama 2, sort le 17 août 2018.

## Produits dérivés

### Jeux vidéo
Différents jeux basés sur Gintama sont sortis au Japon, tous édités par Namco Bandai Games :
- Sur Nintendo DS :
  - Gintama DS (21 septembre 2006 au Japon)[43]
  - Gintama DS: Gintoki vs Hijikata (14 décembre 2006 au Japon)[44]
  - Gintama DS Quest (6 décembre 2007 au Japon)[45]
  - Certains personnages de Gintama apparaissent dans les jeux vidéo Jump Super Stars et Jump Ultimate Stars
- Sur PlayStation 2 :
  - Gintama (30 août 2007 au Japon)[46]
- Sur Wii :
  - Gintama (25 octobre 2007 au Japon)[47]
- Sur PlayStation 3, PlayStation Vita et PlayStation 4 :
  - Gintoki Sakata est un personnage jouable ainsi que Kagura et Sadaharu en tant que personnages de soutien dans le jeu vidéo J-Stars Victory Vs (19 mars 2014 au Japon)[48].
- Sur PlayStation Vita et PlayStation 4 :
  - Gintama Rumble (18 janvier 2018 au Japon)[49]

### Light novels
Une série de romans nommée 3-Nen Z-Gumi Ginpachi-sensei, écrite par Tomohito Ōsaki et illustrée par Hideaki Sorachi, l'auteur original du manga, est prépubliée dans le magazine Jump Square de Shūeisha. Le premier volume sort le 3 février 2006 et sept volumes sont sortis au 4 septembre 2013.

### Guidebooks
Différents guidebooks sont sortis au Japon:
- Manga :
  - Gintama Official Character Book - Gin Channel! (銀魂公式キャラクターブック｢銀ちゃんねる!｣, Gintama Official Character Book - Gin Chaneru!??),  (ISBN 4-08-874086-6), sorti le 4 avril 2006[52].
  - Gintama Official Character Book 2 - Fifth Grade (銀魂公式キャラクターブック2 ｢銀魂五年生｣, Gintama Official Character Book 2 - Gonen-Sei?),  (ISBN 978-4-08-874805-4), sorti le 1er mai 2009[53].

- Anime :
  - Gintama Official Animation Guide "Gayagaya Box" (オフィシャルアニメーションガイド 銀魂あにめガヤガヤ箱?)  (ISBN 978-4-08-874806-1), sorti le 4 avril 2008[54].
  - Une série de 3 character books nommée Gintama Character Book (銀魂キャラクターズブック, Gintama Kyarakutazu Bukku?) paraît entre le 4 juin 2010 et le 4 août 2010[55],[56],[57].
  - Official Animation Guide Gintama Anime Paraparakan (オフィシャルアニメーションガイド　銀魂あにめパラパラ館?),  (ISBN 978-4-08-782372-1), sorti le 5 avril 2011[58].